# سالبی، نورث‌همپتون‌شر
سالبی (به انگلیسی: Sulby) یک روستا و محله مدنی در بریتانیا است که در Daventry واقع شده‌است.